# Liste des chapelles de l'Ariège
La liste des chapelles de l'Ariège présente les chapelles situées sur le territoire des communes du département français de l'Ariège. Il est fait état des diverses protections dont elles peuvent bénéficier, et notamment les inscriptions et classements au titre des monuments historiques.
Toutes sont situées dans le diocèse de Pamiers, Couserans et Mirepoix.

## Liste
| Chapelle                                                                                           | Commune                     | Adresse                          | Coordonnées                      | Notice               | Protection                     | Date | Illustration                                                                                       |
| -------------------------------------------------------------------------------------------------- | --------------------------- | -------------------------------- | -------------------------------- | -------------------- | ------------------------------ | ---- | -------------------------------------------------------------------------------------------------- |
| Chapelle Saint-Roch d'Alos                                                                         | Alos                        | La Rivière                       | 42° 54′ 46″ nord, 1° 08′ 43″ est |                      | non                            |      | Chapelle Saint-Roch d'Alos                                                                         |
| Chapelle Sainte-Croix d'Alzen                                                                      | Alzen                       |                                  | 42° 59′ 34″ nord, 1° 28′ 11″ est | « PA00135427 »       | Inscrit MH Façades et toitures | 1995 | Chapelle Sainte-Croix d'Alzen                                                                      |
| Chapelle Notre-Dame-de-l'Isard d'Antras                                                            | Antras                      |                                  | 42° 51′ 26″ nord, 0° 53′ 18″ est |                      | non                            |      | Chapelle Notre-Dame-de-l'Isard d'Antras                                                            |
| Chapelle Saint-Paul d'Arnave                                                                       | Arnave                      |                                  | 42° 51′ 06″ nord, 1° 38′ 11″ est | « PA00093768 »       | Classé MH                      | 1965 | Chapelle Saint-Paul d'Arnave                                                                       |
| Chapelle Saint-Antoine du Montcalm de Marc                                                         | Auzat                       |                                  | 42° 42′ 59″ nord, 1° 26′ 58″ est |                      | non                            |      | Image manquante Téléverser                                                                         |
| Chapelle Saint-Vincent d'Onost d'Auzat                                                             | Auzat                       |                                  | 42° 46′ 02″ nord, 1° 29′ 12″ est |                      | non                            |      | Image manquante Téléverser                                                                         |
| Chapelle Saint-Jérôme d'Ax-les-Thermes                                                             | Ax-les-Thermes              |                                  | 42° 43′ 10″ nord, 1° 50′ 13″ est |                      | non                            |      | Chapelle Saint-Jérôme d'Ax-les-Thermes                                                             |
| Chapelle Notre-Dame du Val d'Amour                                                                 | Bélesta                     |                                  | 42° 54′ 33″ nord, 1° 56′ 19″ est |                      | non                            |      | Chapelle Notre-Dame du Val d'Amour                                                                 |
| Chapelle Notre-Dame d'Aulignac                                                                     | Bordes-Uchentein            |                                  | 42° 54′ 26″ nord, 1° 01′ 22″ est | « PA00135429 »       | Inscrit MH                     | 1995 | Chapelle Notre-Dame d'Aulignac                                                                     |
| Chapelle de Bains de Carcanières                                                                   | Carcanières                 |                                  | 42° 43′ 16″ nord, 2° 07′ 15″ est |                      | non                            |      | Image manquante Téléverser                                                                         |
| Chapelle Saint-Michel de Castelnau-Durban                                                          | Castelnau-Durban            |                                  | 42° 59′ 53″ nord, 1° 20′ 21″ est |                      | non                            |      | Image manquante Téléverser                                                                         |
| Chapelle Saint-Roch de Caussou                                                                     | Caussou                     |                                  | 42° 46′ 08″ nord, 1° 48′ 23″ est |                      | non                            |      | Image manquante Téléverser                                                                         |
| Chapelle Notre-Dame de Pla Rouzaud                                                                 | Celles (Ariège)             |                                  | 42° 54′ 38″ nord, 1° 42′ 12″ est |                      | non                            |      | Chapelle Notre-Dame de Pla Rouzaud                                                                 |
| Chapelle Notre-Dame-des-Sept-Douleurs de Château-Verdun                                            | Château-Verdun              |                                  | 42° 46′ 49″ nord, 1° 40′ 42″ est |                      | non                            |      | Chapelle Notre-Dame-des-Sept-Douleurs de Château-Verdun                                            |
| Chapelle de l'Exaltation-de-la-Sainte-Croix de Merviel                                             | Dun                         |                                  | 43° 01′ 01″ nord, 1° 45′ 36″ est |                      | non                            |      | Image manquante Téléverser                                                                         |
| Chapelle Saint-Pierre d'Ercé                                                                       | Ercé                        |                                  | 42° 51′ 12″ nord, 1° 16′ 52″ est | « PA00093788 »       | Inscrit MH                     | 1979 | Chapelle Saint-Pierre d'Ercé                                                                       |
| Chapelle Notre-Dame-de-Pitié du Calvaire                                                           | Ercé                        |                                  | 42° 50′ 40″ nord, 1° 17′ 32″ est |                      | non                            |      | Image manquante Téléverser                                                                         |
| Chapelle Notre-Dame de Montgauzy                                                                   | Foix                        |                                  | 42° 57′ 24″ nord, 1° 36′ 22″ est |                      | non                            |      | Chapelle Notre-Dame de Montgauzy                                                                   |
| Chapelle de la Nativité-de-la-Sainte-Vierge de Labarre                                             | Foix                        | Hameau de Labarre                | 42° 59′ 45″ nord, 1° 36′ 59″ est |                      | non                            |      | Image manquante Téléverser                                                                         |
| Chapelle Saint-Jacques de Foix                                                                     | Foix                        | Allées de Villote                | à géolocaliser                   | Désacralisée en 2015 | non                            |      | Image manquante Téléverser                                                                         |
| Chapelle d'Armeilhac                                                                               | Foix                        | Hameau d'Armeilhac               | à géolocaliser                   |                      | non                            |      | Image manquante Téléverser                                                                         |
| Chapelle du bourg de Gajan                                                                         | Gajan                       |                                  | 43° 01′ 18″ nord, 1° 07′ 28″ est |                      | non                            |      | Chapelle du bourg de Gajan                                                                         |
| Chapelle Saint-Quintin de Galey                                                                    | Galey                       |                                  | 42° 56′ 06″ nord, 0° 55′ 03″ est | « PA09000008 »       | Inscrit MH                     | 1998 | Chapelle Saint-Quintin de Galey                                                                    |
| Chapelle Notre-Dame-de-Pitié de Galey                                                              | Galey                       |                                  | 42° 56′ 13″ nord, 0° 54′ 44″ est |                      | non                            |      | Image manquante Téléverser                                                                         |
| Chapelle Saint-Nicolas de Gestiès                                                                  | Gestiès                     |                                  | 42° 46′ 16″ nord, 1° 34′ 04″ est |                      | non                            |      | Chapelle Saint-Nicolas de Gestiès                                                                  |
| Chapelle de Laramade                                                                               | Illier-et-Laramade          |                                  | 42° 47′ 01″ nord, 1° 33′ 25″ est |                      | non                            |      | Image manquante Téléverser                                                                         |
| Chapelle Notre-Dame-du-Bout-du-Pont de La Bastide-de-Besplas                                       | La Bastide-de-Besplas       |                                  | 43° 10′ 05″ nord, 1° 16′ 31″ est | « PA00093772 »       | Inscrit MH Intérieur           | 1950 | Image manquante Téléverser                                                                         |
| Chapelle du château Castelmire de La Bastide-de-Sérou                                              | La Bastide-de-Sérou         |                                  | 43° 00′ 31″ nord, 1° 25′ 44″ est |                      | non                            |      | Image manquante Téléverser                                                                         |
| Chapelle Saint-Roch de La Bastide-de-Sérou                                                         | La Bastide-de-Sérou         |                                  | 43° 00′ 49″ nord, 1° 25′ 28″ est |                      | non                            |      | Image manquante Téléverser                                                                         |
| Chapelle de l'Immaculée-Conception de La Tour-du-Crieu                                             | La Tour-du-Crieu            |                                  | 43° 06′ 12″ nord, 1° 39′ 07″ est | « IA09000056 »       | non                            |      | Chapelle de l'Immaculée-Conception de La Tour-du-Crieu                                             |
| Chapelle Saint-Barthélemy de Larcat                                                                | Larcat                      |                                  | 42° 47′ 04″ nord, 1° 39′ 17″ est |                      | non                            |      | Chapelle Saint-Barthélemy de Larcat                                                                |
| Chapelle Notre-Dame-du-Pont de Laroque-d'Olmes                                                     | Laroque-d'Olmes             |                                  | 42° 58′ 29″ nord, 1° 52′ 11″ est |                      | non                            |      | Chapelle Notre-Dame-du-Pont de Laroque-d'Olmes                                                     |
| Chapelle Saint-Roch de Laroque-d'Olmes                                                             | Laroque-d'Olmes             |                                  | 42° 57′ 54″ nord, 1° 53′ 02″ est |                      | non                            |      | Chapelle Saint-Roch de Laroque-d'Olmes                                                             |
| Chapelle Saint-Sernin de Bensa                                                                     | Lavelanet                   |                                  | 42° 55′ 52″ nord, 1° 50′ 30″ est | « PA00093803 »       | Inscrit MH                     | 1950 | Chapelle Saint-Sernin de Bensa                                                                     |
| Chapelle Saint-André du Fossat                                                                     | Le Fossat                   |                                  | 43° 11′ 13″ nord, 1° 24′ 26″ est | « PA00093796 »       | Inscrit MH                     | 1941 | Chapelle Saint-André du Fossat                                                                     |
| Chapelle Saint-Médard du Fossat                                                                    | Le Fossat                   |                                  | 43° 10′ 10″ nord, 1° 25′ 10″ est |                      | non                            |      | Image manquante Téléverser                                                                         |
| Chapelle de Touron du Port                                                                         | Le Port                     |                                  | 42° 51′ 56″ nord, 1° 22′ 26″ est |                      | non                            |      | Image manquante Téléverser                                                                         |
| Chapelle Notre-Dame des Cabannes                                                                   | Les Cabannes                |                                  | 42° 47′ 15″ nord, 1° 40′ 49″ est |                      | non                            |      | Image manquante Téléverser                                                                         |
| Chapelle Saint-Martial de la Couronne                                                              | Lesparrou                   |                                  | 42° 56′ 25″ nord, 1° 54′ 54″ est |                      | non                            |      | Image manquante Téléverser                                                                         |
| Chapelle Sainte-Germaine-de-Pibrac de Loubières                                                    | Loubières                   |                                  | 43° 00′ 42″ nord, 1° 36′ 25″ est |                      | non                            |      | Image manquante Téléverser                                                                         |
| Chapelle Saint-Antoine de Lézat-sur-Lèze                                                           | Lézat-sur-Lèze              |                                  | 43° 16′ 43″ nord, 1° 20′ 18″ est |                      | non                            |      | Image manquante Téléverser                                                                         |
| Chapelle de l'Ave-Maria dite chapelle de l'Aisle de Massat                                         | Massat                      |                                  | 42° 53′ 23″ nord, 1° 20′ 41″ est |                      | non                            |      | Chapelle de l'Ave-Maria dite chapelle de l'Aisle de Massat                                         |
| Chapelle Saint-Martin de Massat                                                                    | Massat                      |                                  | 42° 52′ 48″ nord, 1° 21′ 31″ est | « IA09005221 »       | non                            |      | Image manquante Téléverser                                                                         |
| Chapelle Notre-Dame-des-Carnesses de Montaillou                                                    | Montaillou                  |                                  | 42° 47′ 24″ nord, 1° 54′ 01″ est |                      | non                            |      | Chapelle Notre-Dame-des-Carnesses de Montaillou                                                    |
| Chapelle Notre-Dame-de-la-Goutte de la Grande Molle                                                | Montardit                   |                                  | 43° 04′ 10″ nord, 1° 11′ 31″ est |                      | non                            |      | Image manquante Téléverser                                                                         |
| Chapelle Saint-Sernin du Villaret                                                                  | Montbel                     |                                  | 42° 57′ 53″ nord, 1° 56′ 26″ est |                      | non                            |      | Chapelle Saint-Sernin du Villaret                                                                  |
| Chapelle Saint-Saturnin de Saint-Blaise                                                            | Montbel                     | Motte Saint-Blaise               | 42° 59′ 06″ nord, 1° 58′ 18″ est | En ruine             | non                            |      | Image manquante Téléverser                                                                         |
| Chapelle Notre-Dame-des-Neiges des Monts d'Olmes                                                   | Montferrier                 |                                  | 42° 50′ 38″ nord, 1° 44′ 45″ est |                      | non                            |      | Chapelle Notre-Dame-des-Neiges des Monts d'Olmes                                                   |
| Chapelle du presbytère de Montoulieu                                                               | Montoulieu                  |                                  | 42° 54′ 28″ nord, 1° 37′ 43″ est |                      | non                            |      | Image manquante Téléverser                                                                         |
| Chapelle de Montégut-en-Couserans                                                                  | Montégut-en-Couserans       |                                  | 42° 58′ 53″ nord, 1° 05′ 39″ est |                      | non                            |      | Chapelle de Montégut-en-Couserans                                                                  |
| Chapelle ruinée dite de Lugeat de Lujat                                                            | Ornolac-Ussat-les-Bains     |                                  | 42° 49′ 16″ nord, 1° 39′ 16″ est |                      | non                            |      | Image manquante Téléverser                                                                         |
| Chapelle Saint-Martin d'Ussat-les-Bains                                                            | Ornolac-Ussat-les-Bains     |                                  | 42° 49′ 19″ nord, 1° 37′ 23″ est |                      | non                            |      | Image manquante Téléverser                                                                         |
| Chapelle Notre-Dame du Pouech d'Oust                                                               | Oust                        |                                  | 42° 52′ 24″ nord, 1° 12′ 53″ est |                      | non                            |      | Chapelle Notre-Dame du Pouech d'Oust                                                               |
| Chapelle du château de Pailhès                                                                     | Pailhès                     |                                  | 43° 06′ 01″ nord, 1° 26′ 40″ est | En ruine             | non                            |      | Chapelle du château de Pailhès                                                                     |
| Chapelle Saint-Blaise de Bordé de Loze                                                             | Pailhès                     | (dans un cimetière)              | 43° 06′ 35″ nord, 1° 26′ 28″ est |                      | non                            |      | Image manquante Téléverser                                                                         |
| Chapelle Saint-Pierre de Pujagou                                                                   | Pailhès                     |                                  | 43° 04′ 59″ nord, 1° 27′ 21″ est | (en ruine)           | non                            |      | Image manquante Téléverser                                                                         |
| Chapelle dite de Loumet de Pamiers                                                                 | Pamiers                     | place du Marché des Quatre Bœufs | 43° 06′ 41″ nord, 1° 36′ 42″ est |                      | non                            |      | Image manquante Téléverser                                                                         |
| Chapelle du Carmel de Pamiers                                                                      | Pamiers                     | rue du Collège                   | 43° 06′ 50″ nord, 1° 36′ 36″ est |                      | Inscrit MH                     | 2009 | Image manquante Téléverser                                                                         |
| Chapelle du collège Saint-Jean XXIII de Pamiers                                                    | Pamiers                     | avenue de Foix                   | 43° 06′ 30″ nord, 1° 37′ 07″ est |                      | non                            |      | Image manquante Téléverser                                                                         |
| Chapelle du cimetière de Pamiers                                                                   | Pamiers                     | rue du Foulon                    | à géolocaliser                   |                      | non                            |      | Image manquante Téléverser                                                                         |
| Chapelle Saint-Maur de Prat-Bonrepaux                                                              | Prat-Bonrepaux              |                                  | 43° 01′ 56″ nord, 1° 00′ 06″ est |                      | non                            |      | Chapelle Saint-Maur de Prat-Bonrepaux                                                              |
| Chapelle du couvent des Filles de la Charité de Saint-Vincent-de-Paul de Rabat-les-Trois-Seigneurs | Rabat-les-Trois-Seigneurs   | (clocher de gauche sur la photo) | 42° 51′ 24″ nord, 1° 33′ 11″ est |                      | non                            |      | Chapelle du couvent des Filles de la Charité de Saint-Vincent-de-Paul de Rabat-les-Trois-Seigneurs |
| Chapelle de l'Assomption de Lauch                                                                  | Riverenert                  |                                  | 42° 57′ 11″ nord, 1° 17′ 10″ est |                      | non                            |      | Image manquante Téléverser                                                                         |
| Chapelle des Visitandines de Saint-Girons                                                          | Saint-Girons                | Petite rue des Jacobins          | 42° 59′ 07″ nord, 1° 08′ 37″ est |                      | non                            |      | Chapelle des Visitandines de Saint-Girons                                                          |
| Chapelle Sainte-Geneviève de Saint-Jean-du-Castillonnais                                           | Saint-Jean-du-Castillonnais |                                  | 42° 56′ 07″ nord, 0° 55′ 47″ est |                      | non                            |      | Image manquante Téléverser                                                                         |
| Chapelle du cimetière de Saint-Jean-du-Falga                                                       | Saint-Jean-du-Falga         |                                  | 43° 05′ 14″ nord, 1° 37′ 10″ est | « PA00093908 »       | Inscrit MH                     | 1986 | Chapelle du cimetière de Saint-Jean-du-Falga                                                       |
| Chapelle Notre-Dame du Marsan                                                                      | Saint-Lizier                |                                  | 42° 59′ 52″ nord, 1° 08′ 46″ est | « PA00093910 »       | Inscrit MH                     | 1973 | Chapelle Notre-Dame du Marsan                                                                      |
| Chapelle Saint-Sernin de Saint-Ybars                                                               | Saint-Ybars                 |                                  | 43° 12′ 59″ nord, 1° 24′ 42″ est |                      | non                            |      | Image manquante Téléverser                                                                         |
| Chapelle de Sainte-Foi                                                                             | Sainte-Foi                  |                                  | 43° 07′ 31″ nord, 1° 55′ 01″ est | « PA00135438 »       | Inscrit MH                     | 1995 | Chapelle de Sainte-Foi                                                                             |
| Chapelle Saint-Sébastien de Sautel                                                                 | Sautel                      |                                  | 42° 58′ 34″ nord, 1° 48′ 36″ est |                      | non                            |      | Chapelle Saint-Sébastien de Sautel                                                                 |
| Chapelle Notre-Dame-de-Pitié de Seix                                                               | Seix                        |                                  | 42° 51′ 48″ nord, 1° 12′ 00″ est | « PA09000027 »       | Inscrit MH                     | 2014 | Chapelle Notre-Dame-de-Pitié de Seix                                                               |
| Chapelle Saint-Joseph de Rieu                                                                      | Seix                        |                                  | 42° 47′ 39″ nord, 1° 11′ 03″ est |                      | non                            |      | Chapelle Saint-Joseph de Rieu                                                                      |
| Chapelle Saint-Sernin de Soueix-Rogalle                                                            | Soueix-Rogalle              |                                  | 42° 53′ 59″ nord, 1° 12′ 44″ est | « PA00093923 »       | Classé MH                      | 1977 | Chapelle Saint-Sernin de Soueix-Rogalle                                                            |
| Chapelle Notre-Dame-de-Serres de Soulan                                                            | Soulan                      |                                  | 42° 54′ 33″ nord, 1° 13′ 52″ est |                      | non                            |      | Image manquante Téléverser                                                                         |
| Chapelle Notre-Dame de Sabart                                                                      | Tarascon-sur-Ariège         |                                  | 42° 50′ 12″ nord, 1° 36′ 14″ est | « PA00093925 »       | Classé MH                      | 1846 | Chapelle Notre-Dame de Sabart                                                                      |
| Chapelle de Trein d’Ustou                                                                          | Ustou                       |                                  | 42° 48′ 27″ nord, 1° 15′ 31″ est |                      | non                            |      | Chapelle de Trein d’Ustou                                                                          |
| Chapelle du Pont d'Oque de Saint-Lizier                                                            | Ustou                       |                                  | 42° 47′ 44″ nord, 1° 15′ 54″ est |                      | non                            |      | Image manquante Téléverser                                                                         |
| Chapelle Saint-Lizier de la Bincarède                                                              | Ustou                       |                                  | 42° 49′ 48″ nord, 1° 13′ 13″ est |                      | non                            |      | Image manquante Téléverser                                                                         |
| Chapelle Saint-Pierre du Trein                                                                     | Ustou                       |                                  | 42° 48′ 37″ nord, 1° 15′ 22″ est |                      | non                            |      | Image manquante Téléverser                                                                         |
| Chapelle Notre-Dame-des-Sept-Douleurs de Vicdessos                                                 | Val-de-Sos                  |                                  | à géolocaliser                   |                      | non                            |      | Image manquante Téléverser                                                                         |
| Chapelle Notre-Dame de Vals de Varilhes                                                            | Varilhes                    |                                  | 43° 03′ 09″ nord, 1° 37′ 35″ est |                      | non                            |      | Image manquante Téléverser                                                                         |
| Chapelle de la Nativité-de-Saint-Jean-Baptiste du Bousquet                                         | Ventenac                    |                                  | 42° 59′ 42″ nord, 1° 43′ 47″ est | « PA00135440 »       | Inscrit MH                     | 1995 | Chapelle de la Nativité-de-Saint-Jean-Baptiste du Bousquet                                         |
| Chapelle de Sourdeign de Pontillet                                                                 | Verdun                      |                                  | 42° 48′ 24″ nord, 1° 41′ 34″ est |                      | non                            |      | Chapelle de Sourdeign de Pontillet                                                                 |